# سکسارد
سِکسارد (به مجاری: Szekszárd) یکی از شهرهای مجارستان و مرکز استان تولنا واقع در نیمه غربی این کشور است.

## جغرافیا
به لحاظ جمعیت سکسارد کوچک‌ترین مرکز استان در مجارستان است. جمعیت این شهر در ۲۰۰۵ برابر ۳۴٬۶۵۶ نفر بوده‌است.